# Myint Myint Aye
Myint Myint Aye (birmanisch မြင့်မြင့်အေး; * 18. November 1977) ist eine myanmarische Leichtathletin, die im Mittel- und Langstreckenlauf an den Start geht. Sie ist Inhaberin des myanmarischen Landesrekords im 800-Meter-Lauf.

## Sportliche Laufbahn
Erste Erfahrungen bei internationalen Meisterschaften sammelte Myint Myint Aye vermutlich im Jahr 2002, als sie bei den Asienmeisterschaften in Colombo in 2:06,07 min den vierten Platz im 800-Meter-Lauf belegte und über 1500 Meter mit 4:22,73 min auf Rang fünf gelangte. Im Jahr darauf schied sie bei den Weltmeisterschaften in Paris mit 2:05,41 min in der ersten Runde über 800 Meter aus und anschließend gewann sie bei den Südostasienspielen in Hanoi in 2:12,73 min die Bronzemedaille hinter den Vietnamesinnen Đỗ Thị Bông und Phạm Đình Khánh Đoan. Zudem sicherte sie sich mit der myanmarischen 4-mal-400-Meter-Staffel in 3:43,66 min die Silbermedaille hinter dem vietnamesischen Team. 2005 kam sie bei den Weltmeisterschaften in Helsinki mit 2:08,50 min erneut nicht über den Vorlauf über 800 Meter hinaus und im Anschluss gewann sie bei den Südostasienspielen in Manila in 2:04,60 min die Bronzemedaille hinter der Vietnamesin Đỗ Thị Bông und ihrer Landsfrau Yin Yin Khine. Zudem belegte sie in 4:28,98 min den fünften Platz im 1500-Meter-Lauf und siegte in 3:35,68 min im Staffelbewerb. 2007 gewann sie bei den Südostasienspielen in Nakhon Ratchasima in 2:08,03 min erneut die Bronzemedaille über 800 Meter hinter den Vietnamesinnen Trương Thanh Hằng und Vũ Thị Trang. Zudem sicherte sie sich im Staffelbewerb in 3:40,60 min die Silbermedaille hinter dem thailändischen Team. 2008 beendete sie zeitweilig ihre aktive Karriere, kam fokussierte sich dann aber auf den Langstreckenlauf und nahm 2014 an den Asienspielen in Incheon teil und gelangte dort mit 2:56:34 h auf Rang 13 im Marathonlauf. Im Jahr darauf belegte sie bei den Südostasienspielen in Singapur in 3:16:02 h den fünften Platz und auch 2023 wurde sie bei den Südostasienspielen in Phnom Penh in 3:11:52 h Fünfte.
2008 wurde Myint Myint Aye myanmarische Meisterin im 400-Meter-Lauf sowie 2019 im 10.000-Meter-Lauf.

## Persönliche Bestleistungen
- 400 Meter: 56,9 s, 25. Februar 2008 in Rangun
- 800 Meter: 2:01,80 min, 13. Februar 2005 in Rangun (myanmarischer Rekord)
- 1500 Meter: 4:18,71 min, 28. September 2004 in Singapur
- 5000 Meter: 18:13,83 min, 29. März 2019 in Singapur
- 10.000 Meter: 38:01,97 min, 25. Februar 2019 in Naypyidaw
- Marathon: 2:56:34 h, 2. Oktober 2014 in Incheon